# Gardiners Island
Gardiners Island è una piccola isola della città di East Hampton della Contea di Suffolk nello Stato di New York, si trova nella Gardiners Bay tra due penisole a est di Long Island. L'isola è lunga 10 km, larga 5 ed ha 43 km di costa. L'isola è stata proprietà della famiglia Gardiner e dei suoi discendenti per quasi 400 anni, viene occasionalmente considerata la più grande isola privata dell'America o del mondo, ma non lo è.
L'isola è anche famosa poiché è stato sepolto il tesoro di William Kidd sotto di essa nel 1699 dal pirata stesso.